# Аквилин из Эврё
Аквили́н (фр. Aquilin d’Évreux, лат. Aquilinus; 620, Байё — 690 или 695, Эврё) — епископ Эврё (673—690/695), святитель (день памяти — 19 октября).

## Биография
Святой Аквилин родился в Байё в 620 году. Будучи офицером в армии короля Нейстрии Хлодвига II, он предпочёл удалиться от мира, чтобы посвятить себя молитве и покаянию. Верные из тех краях разыскали его, чтобы предложить ему епископскую кафедру в Эврё. По преданию, он никогда не спал на кровати, предпочитая ложиться на полу кельи.

## Города, носящие имя святого
- Сент-Акилен-де-Паси[фр.]
- Сент-Акилен-де-Корбион[фр.]
- Сент-Акилен[фр.]